# Marmosops noctivagus
Marmosops noctivagus é uma espécie de marsupial da família Didelphidae. Pode ser encontrada na Bolívia, Peru, Equador e Brasil.
Marmosops dorotheae considerada como uma espécie distinta por alguns autores, é tratada como um sinônimo de M. noctivagus.